# Анілін
Анілі́н (англ. aniline, від ісп. añil — «індиго») — органічна сполука, найпростіший ароматичний амін. Свіжодистильований анілін — безбарвна або жовтувата олія, яка з часом доволі швидко окиснюється повітрям та набуває червоно-брунатного кольору.
Анілін утворює солі з кислотами. Його основність значно зменшена через мезомерний ефект, який знижує електронну густину на аміногрупі.

## Історія
Анілін вперше був ізольований Отто Унвердорбеном шляхом піролітичної дистиляції індиго та описаний 1826 році. Через здатність утворювати кристалічні сполуки з кислотами він отримав назву «Кристалін» (нім. Crystallin); також автор зазначив, що ця сполука «пахне сильно, подібно до свіжого меду».
У 1834 році Фрідліб Рунге отримав анілін шляхом дистиляції кам'яновугільної смоли над оксидом міді й назвав його «Кіанол» (нім. Kyanol), або «Блакитна олія» (нім. Blauöl), бо отриманий продукт утворював із хлорним вапном стабільні сполуки блакитного кольору.
У 1840 році Карл Юліус Фріцше додав індиго в розчини їдкого калі та їдкого натру, а отриману після дистиляції сполуку назвав «Анілін» (нім. Anillin).
У 1842 році Микола Зінін відновив нітробензен сірчистим амонієм (реакція Зініна); шляхом подальшої дистиляції він отримав олію, яку назвав «Бензідам» (нім. Benzidam). Зінін зазначив, що ця речовина «малорозчинна у воді, але змішується зі спиртом та ефіром», «має доволі гострий присмак, особливий запах, сполучається з усіма кисневмісними й безкисневими кислотами».
У 1845 році А. В. Гофман ідентифікував продукти Фріцше й Зініна як ідентичні, віддавши перевагу терміна «анілін»; він також описав реакцію відновлення нітробензену до аніліну за допомогою водню (цинк + кислота).
З 1897 року Баденська анілінова та содова фабрика (BASF) використовує анілін у великих масштабах для синтезу індиго (синтез Геймана). Анілін також використовувався для синтезу багатьох інших барвників, тому його назва імплементувалась у назви інших сполук та навіть промислових термінів: аніліновий пурпур (став барвником, що поклав основу аніліновій фарбовій промисловості), анілінова шкіра (шкіра, що пофарбована розчинними пігментами, тому має фарбу по всьому об'єму, а не тільки на поверхні), аніліновий друк (друга назва флексографічного друку).

## Отримання
У промислових масштабах анілін отримують шляхом гідрогенізації нітробензену при температурі 270 °C й 1,25 бар над мідним каталізатором на діоксиді кремнію.
{\displaystyle {\ce {C6H5NO2 + 3H2 ->[{Cu/SiO2}][{270 °С, 1.25 bar}] C6H5NH2 +2H2O}}}
Раніше анілін отримували шляхом відновлення нітробензену залізом у присутності соляної кислоти (реакція Бешама):
{\displaystyle {\ce {4C6H5NO2 + 9Fe +4H2O ->[HCl] 4C6H5NH2 + 3Fe3O4}}}
Отриманий таким чином анілінгідрохлорид розкладали негашеним вапном.
Також отримують амінуванням хлоробензену — нуклеофільним заміщенням атома хлору на аміногрупу:
{\displaystyle {\ce {C6H5Cl + 2NH3 ->[Cu,\ 200^oC]C6H5NH2 + NH4Cl}}}

## Хімічні властивості

### Реакції аміногрупи

#### Солеутворення
Розчинність аніліну в воді незначна. Для сприяння або збільшення розчинності у воді анілін змішують з кислотою (наприклад, хлоридною), що призводить до негайного утворення солі. Зокрема, з соляною кислотою утворюється анілінгідрохлорид:
{\displaystyle {\ce {C6H5NH2\ +HCl->C6H5NH3+\ Cl-}}}
При нагріванні анілінгідрохлориду разом із аніліном утворюється діфеніламін:
{\displaystyle {\ce {C6H5NH3+\ Cl^{-}\ +C6H5NH2->(C6H5)2NH\ +NH4Cl}}}

#### Реакції з електрофільними групами
Аміногрупа аніліну є нуклеофільним центром, тому реагує з багатьма електрофілами.
Алкілюється спиртами, алкілгалогенідами та алкілсульфатами, утворюючі вторинні та третинні аміни.
При реакції з хлоридами й ангідридами карбонових кислот анілін утворює аміди. Так, продуктом реакції аніліну з оцтовим ангідридом є N-фенілацетамід (ацетанілід):
{\displaystyle {\ce {C6H5NH2 \ +Ac2O -> C6H5NH-Ac \ + HOAc}}}, де {\displaystyle {\ce {-Ac}}} позначає ацетил.
При реакції з альдегідами утворюються іміни:
Зокрема, реакція аніліну з бензальдегідом призводить до бензиліденаніліну:
Може реагувати з хлороформом в лужному середовищі, утворюючи фенілізоціанід:
Взаємодія з карбон дисульфідом в лужному середовіщі дає дифенілтіосечовину.
При реакції з нітросполуками утворюються азосполуки. Наприклад, анілін з нітробензеном дають азобензен:
Анілін також є класичним субстратом, на прикладі якого пояснюється принцип реакції діазотування:

#### Окисно-відновні реакції
Аміногрупа аніліну може бути окиснена до нітрогрупи. Для цього можна застосувати такі окисники як пероксид водню, mCPBA, перманганат калію, оксид хрому(VI) або оксид свинцю(IV):
{\displaystyle {\ce {C6H5NH2 ->[Ox.] C6H5NO ->[Ox.] C6H5NO2}}}
Така реакція може протікати й навпаки; якщо взяти, наприклад, нітроанілін і подіяти на нього відновником (наприклад, цинком у хлоридній кислоті, боргідридом натрію, алюмогідридом літію або сульфітом натрію), то можна отримати фенілендіамін:
{\displaystyle {\ce {H2N-C4H4-NO2\ ->[Red.] H2N-C4H4-NO ->[Red.] H2N-C4H4-NH2}}}

### Реакції ароматичного кільця
Оскільки аміногруппа є електронодонорним замісником на бензеновому кільці, анілін є дуже реактивною сполукою в реакціях електрофільного ароматичного заміщення. Тому часто реакцію важко контролювати; щоб отримати більший контроль, аміногрупу «деактивують», наприклад, шляхом утворення аміду:
Окрім реакцій галогенування, як наведено вище, анілін вступає в інші реакції електрофільного заміщення, такі як реакція Фріделя–Крафтса й ацилювання за Фріделем–Крафтсом. Реакція сульфування на аніліні при 180 °C дає сульфанілову кислоту:
{\displaystyle {\ce {H2N-C4H4-H \ + H2SO4 -> H2N-C4H4-SO3H}}}
При конденсації з формальдегідом в присутності хлоридної кислоти утворюється 4,4-метилендіанілін.

### Якісні реакції на анілін
- Взаємодія з хлорним вапном.
- Окиснення хромовою сумішшю.
- Взаємодія з бромною водою (випадає білий осад)

## Безпека
Анілін — сильна отрута. Він окислює гемоглобін до метгемоглобіну і, таким чином, перешкоджає транспортуванню кисню в крові. При легкому отруєнні спостерігається посиніння шкіри і нігтів (ціаноз), запаморочення і збудження. У більш важких випадках виникають головні болі, втрата свідомості й задишка, яка може призвести до смерті. Тривала інтоксикація призводить до слабкості, втрати апетиту та може стати причиною раку сечового міхура.
У 1981 році анілін міг бути однією з причин масових отруєнь в Іспанії, спричинених забрудненою ріпаковою олією («Іспанський олійний синдром»). Ріпакову олію денатурували аніліном для промислових цілей, а потім за непотрібністю передистилювали й продали вуличним торгівцям як «оливкову олію». В результаті 20 000 людей захворіли, понад 300 померли. Точні причини отруєння не були встановлені.